# Yepcalphis limacodina
Yepcalphis limacodina är en fjärilsart som beskrevs av Felder 1874. Yepcalphis limacodina ingår i släktet Yepcalphis och familjen nattflyn. Inga underarter finns listade i Catalogue of Life.